# Назад у майбутнє 3
«Назад в майбутнє 3» (англ. «Back to the Future Part III») — американська фантастична комедія в стилі вестерн 1990 року режисера Роберта Земекіса. У заключній частині кінотрилогії «Назад у майбутнє» головні герої опиняються в рідному місті Хілл-Веллі часів Дикого Заходу і стикаються з бандитом Бьюфордом «Скаженим Псом» Танненом, який загрожує вбити героїв, які застрягли в 1885 році. У картині також знялися Мері Стінбурген, Ліа Томпсон та Томас Вілсон.
Знімання проходило в Каліфорнії та Аризоні, а в прокат в США картина вийшла 25 травня 1990 року. Фільм був комерційно успішним, зібравши 244 530 000 доларів в міжнародному прокаті і ставши шостим найкасовішим фільмом 1990 року, але отримав змішані відгуки критиків.

## Сюжет

### 1955 рік
Прочитавши отримане після зникнення Дока лист, Марті іде до Доку 1955 року, який тільки що відправив іншого Марті в 1985 рік. Шокований цією зустріччю, вчений непритомніє. Марті везе його додому, а потім все пояснює. Док читає лист, в якому написано, що тепер потрібно робити йому і Марті.
Разом вони відшукують ДеЛореан, який, згідно з листом, знаходиться в покинутій шахті, що знаходиться поруч із таким же покинутим цвинтарем. Витягуючи ДеЛореан з шахти, герої натикаються на могилу. Напис на надгробному камені свідчить, що тут покоїться Емметт Браун, убитий 7 вересня 1885 року (через тиждень після написання листа) за 80 доларів Бьюфордом «Скаженим Псом» Танненом, пращуром Біффа Таннена. Надгробок було поставлено якоюсь Кларою. Всупереч вказівкам з листа, в якому Док просить юнака повертатися в 1985 рік і знищити машину, Марті вирушає рятувати свого друга в 1885 рік, в 2 вересня — на наступний день після відправлення листа.

### 1885 рік
Після прибуття в 1885-й Марті спочатку рятується від індіанців, а потім і від кавалерії. Він ховає машину в найближчій печері, де виявляє, що випущена з лука стріла пошкодила бензобак машини. У цей момент з глибини печери виходить ведмідь і кидається на Марті. Хлопець кидає в звіра ковбойські чоботи (які хотів надіти після прибуття в минуле), чим відволікає його увагу, і тікає, але випадково налітає на дерев'яну огорожу біля ферми, вдаряється об неї головою, падає і втрачає свідомість. Його знаходить фермер Шеймус МакФлай, який живе тут зі своєю дружиною Меггі. Вони приносять непритомного Марті до себе в будинок. Там Марті приходить в себе і з розмов господарів розуміє, що вони — його пращури, а їх ферма — його майбутній будинок. Тоді ж Марті вперше представився Клінтом Іствудом. Повечерявши і переночувавши на фермі МакФлаїв, Марті пішки по залізниці доходить до міста. Випадково він заходить в салун, де, сам того не бажаючи, вступає в перестрілку з бандою «Скаженого Пса» Таннена. Марті кидається бігти, але Бьюфорд ловить його за допомогою лассо, волочить по землі і збирається повісити на будівельних лісах біля будівлі суду.
Однак Док з'являється саме вчасно і з гвинтівки з оптичним прицілом прострілює мотузку, на якій висить його друг. Марті стає свідком початку конфлікту між Брауном і Танненом. Останній звинувачує Дока в тому, що той погано підкував його коня і тварина впала, при падінні розбивши пляшку віскі, після чого Бьюфорд застрелив коня. Сума збитків склала 80 доларів (75 доларів за коня і 5 за пляшку), саме стільки й було записано на надгробку Брауна. Док відповідає, що вчинив так тому, що Таннен йому не заплатив. Потім Таннен і його банда покидають місце сутички, пригрозивши Доку, що ще зустрінуться з ним. Док і Марті повертаються в кузню (вчений влаштувався в місті ковалем). Марті, переодягнувшись, повідомляє Доку про несправний (пробитий) бензопровід їхньої машини часу. Це стає основною перешкодою для відправки в майбутнє, бо в XIX столітті дістати бензин абсолютно неможливо. У Емметта спочатку виникає ідея почекати до зими, щоб розігнати машину по льоду озера, але Марті не схвалює цієї ідеї, адже, за його словами, Дока в понеділок вб'ють (він показує своєму другові знімок майбутньої могили).
Док вирішує розігнати ДеЛореан до 88 миль (142 кілометрів) на годину за допомогою паровоза, вибравши досить прямий відрізок споруджуваної залізничної колії через ущелину Клейтон (або Шонаш, як його називають індіанці). 1885 року ця ділянка залізниці закінчується обривом, але рівно через 100 років вже буде побудований міст. У момент огляду залізничного полотна Док і Марті чують крик вчительки Клари Клейтон (Мері Стінберген), чий візок несеться до краю ущелини — коні злякалися змії і тому понеслись зі значною швидкістю. Док рятує Клару і з першого погляду закохується в неї. Запобігши загибелі міс Клейтон, Емметт Браун вчергове змінює хід історії: ущелина мала бути названою на честь вчительки, яка розбилася, Клари Клейтон, але цього не сталося. До того ж, Клара мала приїхати потягом на станцію, а Док б її зустрів. Цього теж не сталося.
Пізніше Док за допомогою імпровізованої залізничної моделі показує Марті, як вони повернуться додому:
1) вони захоплять потяг і під'їдуть на ньому до стрілки, від якої веде шлях до обриву і де буде стояти ДеЛореан;
2) відчеплять вагони від паровоза;
3) переведуть стрілку на потрібну гілку;
4) почнуть розгін. Машина, набравши потрібну швидкість, потрапить в 1985-й, а паровоз звалиться вниз з обриву. Незабаром в кузню приходить Клара і просить Дока полагодити її телескоп, а також говорить, що сьогодні ввечері в місті відбудеться свято. На святі Док і Марті фотографуються біля міського годинника, який тільки що запустили. Док запрошує Клару на танок, а Марті як приз виграє револьвер у конкурсі на влучність. Несподівано з'являється Таннен зі своїми спільниками і починає всіляко докучати героям, збираючись при цьому вбити Дока, але Марті запобігає цьому і в підсумку погоджується на дуель зі «Скаженим Псом» в понеділок, 7 вересня 1885 року, о 8:00 ранку.
Пізніше ми бачимо, як Док і Клара розглядають в телескоп зірки та обговорюють творчість Жюля Верна, яке подобається їм обом.
Наступного дня Марті зауважує, що увага жителів міста прикута тільки до нього. Випадково біля лавки трунаря Марті зауважує заготовку каменю для могили Дока, звіряється зі знімком і виявляє, що ім'я його друга загадковим чином зникло зі знімка, однак тепер вже безіменний надгробок і дата на ньому залишилися. Док пояснює йому: «На камені може з'явитися не моє ім'я, а ТВОЄ!», бо після прийняття юнаком виклику Бьюфорда Таннена подальший хід історії змінився. Марті каже, що не може змиритися з тим, що його назвали « боягузом», на що Док випадково проговорюється про його майбутнє, де Марті через свою пихатість потрапить в аварію і зіпсує своє життя.
Увечері того ж дня вони встановлюють ДеЛореан на рейки. Док каже Марті, що йому не хочеться повертатися додому, але друг умовляє його. Док згоджується з необхідністю залишити Дикий Захід, а перед від'їздом вирішує попрощатися з Кларою Клейтон. Під час розмови Док розповідає їй правду про себе, про переміщення в часі, але Клара сприймає його пояснення як обман і відмовку з метою припинити їх відносини, притому дає йому ляпаса. Засмучений Емметт приходить в салун і хоче напитися. Але інші відвідувачі відволікають його від випивки своїми розпитуваннями про майбутнє, не забуваючи неабияк реготати над отриманою інформацією. В результаті Емметт випиває одну чарку спиртного тільки вранці на очах у Марті і непритомніє.
Понеділок, 7 вересня. Марті з Доком цього дня повинні повернутися до свого часу, на цей же день призначена дуель з Танненом. Марті приходить в салун, де знаходить Дока непритомним. Бармен готує «коктейль Пробудження», Браун прокидається. У цей час з'являється Таннен і вимагає, щоб Марті вийшов з ним на поєдинок протягом 10 секунд і починає відлік. Відвідувачі салуна говорять, що він (МакФлай) зобов'язаний зійтися в дуелі з Бьюфордом, інакше кожен на Дикому Заході буде говорити, що Клінт Іствуд – це найбільший боягуз, проте вперше Марті не побоявся бути названим боягузом і втратити репутацію. Вони з Доком вирішують вибратися через чорний хід, але їх помічає бандит «Скаженого Пса» і відкриває по них вогонь. В результаті Док потрапляє до рук банди Таннена. Бьюффорд вимагає Марті вийти на поєдинок протягом 1 хвилини, погрожуючи вбити Дока. Марті бачить дверцята від металевої пічки і прив'язує її собі на груди як бронежилет.
У цей час Клара Клейтон купила на вокзалі квиток на потяг до Сан-Франциско, але під час руху вона чує бесіду двох пасажирів про нещасного закоханого, в якому впізнає доктора Брауна. Вона зупиняє потяг стоп-краном і повертається назад.
Марті тим часом, ставши навпроти один одного з Танненом, кидає револьвер на землю, закликаючи суперника вирішити питання «по-чоловічому». Таннен у відповідь стріляє в МакФлая, і той падає. Але коли бандит підходить ближче, Марті несподівано для всіх оживає і ногою вибиває револьвер у нього з рук. Таннен б'є Марті кулаком в живіт, але тут же скрикує від болю. І тут Марті сам йде в бій: він знімає з себе дверцята і вдаряє ними свого супротивника по голові, дезорієнтуючи його, а потім завдає кількох ударів кулаком по обличчю. Від заключного удару Таннен падає у візок із гноєм і весь вміст візка вивалюється на нього. У цей час прибуває помічник маршала Стрікленда і пред'являє Таннену звинувачення в пограбуванні банку на станції Пайн-Сіті і заарештовує його. Спільники Таннена, побачивши, що їх ватажок схоплений, відпускають Дока і в жаху намагаються втекти, але правоохоронці вирушають за ними в погоню. Під час бійки надгробна плита була розбита, на фотографії 1955 року вона також зникає, а це означає, що життя Дока врятоване. Марті і Док сідають на коней і вирушають наздоганяти потяг (Марті перед цим віддає свій призовий револьвер присутньому на місці дуелі Шеймусу).
Клара Клейтон тим часом прибуває до кузні Дока, але його там вже немає. Випадково вона помічає модель машини часу і розуміє, що Док говорив їй чисту правду.
Далі Док і Марті діють за раніше наміченим планом: наздоганяють на конях потяг, зупиняють його біля розвилки, відчіплюють вагони від паровоза, переводять стрілку і під'їжджають до машини часу, яка стоїть на колії. Як паливо для розгону Емметт використовує три особливих кольорових поліна, виготовлених ним у кузні. Паровоз рушає, а слідом за ними з'являється Клара верхи на коні. Вона наздоганяє паровоз, чіпляється за поручні, але в цей момент спалахує перше з особливих полін, зелене, і Клару мало не зносить на рейки. Швидкість паровоза починає збільшуватися. Док вилазить з кабіни і по бічних поручнях пробирається до машини, а Клара йде до паровозної будки. Спалахує наступне зі спеціальних полін — жовте, Док міцніше хапається за бічні поручні, а Клара знову ледь утримується на паровозі. Швидкість зростає. Браун доходить до передньої частини паровоза і тут же чує гудок. Він обертається і бачить Клару в кабіні, а потім повідомляє про це по рації Марті. Сам він просить її вийти, тримаючись за поручні. Вона з побоюванням йде до нього. У цю мить спрацьовує останнє поліно — червоне, котел паровоза ледь не вибухає, Док і Клара повисають над рейками (Емметт встигає схопитися за поручні, а Клара зачіпається краєм сукні за якийсь виступ), а паровоз починає стрімко розганятися. Марті посилає їм літаючу дошку-ховерборд, Док встає на неї і, підхопивши в останній момент свою кохану, рятується. Машина часу, досягнувши необхідної швидкості, зникає, а паровоз падає в ущелину, яку пізніше перейменують в ущелину Іствуда на честь зниклого там Марті «Клінта Іствуда» МакФлая. Лунає страшний вибух.

### 1985 рік
Марті переміщується в 1985 рік сам. Машина часу з'явилася в 1985 році на залізничних коліях і вже не могла з них з'їхати. Товарний потяг, що проходить по цій колії, розносить машину часу на дрібні шматки, а Марті, який встиг покинути машину, розуміє, що більше ніколи не побачить свого друга Дока. Але він разом з цим і радий — нещасна машина була знищена, як того і вимагав Док від нього у своєму листі. Марті знаходить Дженніфер, яка все ще спить на веранді. Дженніфер прокидається і розповідає Марті, що їй наснився загадковий сон про їхнє майбутнє. Вони їдуть в Хіллдейл — місце, де вони житимуть тридцять років по тому. По дорозі вони зустрічають Ніддлза, який підмовляє Марті на зелене світло світлофора проїхати наввипередки до наступного перехрестя. Внаслідок цього повинна була статися аварія, Марті б пошкодив руку, кинув би музику, а згодом втратив би роботу; але Марті непомітно для Ніддлза різко дає задній хід і їде в протилежному напрямку. Дженніфер дістає роздруківку, прихоплену нею з майбутнього, що сповіщає 48-річного Марті про звільнення, але напис: «You're fired» («Ви звільнені») зникає.
Марті і Дженніфер йдуть до залізничної колії, біля якої все ще лежать залишки машини. Несподівано перед ними на паровозі часу з'являється Док разом зі своєю родиною: дружиною Кларою і синами Жюлем та Верном, а також зі своїм собакою Ейнштейном. На питання Дженніфер про те, чому напис на аркуші паперу з майбутнього зник, Еммет відповідає: «Ваше майбутнє ніде не записане, як і нічиє інше! Ваше майбутнє у ваших руках — зробіть його щасливим для вас обох!». Віддавши Марті подарунок — фотографію Марті і Дока поруч зі ще не встановленим годинником з 1885, Док знову вирушає в подорож у часі.

## Творці

### Акторський склад
| Актор               | Роль                                       |
| ------------------- | ------------------------------------------ |
| Майкл Джей Фокс     | Марті Макфлай / Шеймус МакФлай             |
| Крістофер Ллойд     | Емметт Браун                               |
| Мері Стінберген     | Клара Клейтон                              |
| Томас Ф. Вілсон     | Бьюфорд «Шалений Пес» Таннен / Біфф Таннен |
| Ліа Томпсон         | Меггі МакФлай / Лоррейн МакФлай            |
| Джеймс Толкан       | маршал Джеймс Стрикленд                    |
| Елізабет Шу         | Дженіфер Паркер                            |
| Венді Джо Спербер   | Лінда МакФлай                              |
| Марк МакКлюр        | Дейв МакФлай                               |
| Джефрі Вайзман      | Джордж МакФлай                             |
| Флі                 | Дуглас Нідлз                               |
| ZZ Top              | музиканти на фестивалі                     |
| Метт Кларк          | бармен Честер                              |
| Пет Баттрем         | старий в салуні                            |
| Даб Тейлор          | старий в салуні                            |
| Гаррі Кері-молодший | старий в салуні                            |

### Знімальна група
| Режисер              | Роберт Земекіс             | Виконавчі продюсери   | Стівен Спілберг, Френк Маршалл та Кетлін Кеннеді |
| Сценарист            | Боб Ґейл                   | Редактори             | Артур Шмідт та Гаррі Керамідас                   |
| Автори сюжету        | Боб Ґейл та Роберт Земекіс | Дизайн                | Рік Картер                                       |
| Продюсери            | Боб Ґейл та Ніл Кентон     | Асоційований продюсер | Стів Старкі                                      |
| Композитор           | Алан Сільвестрі            | Візуальні ефекти      | Кен Ралстон                                      |
| Оператор-постановник | Дін Канді                  | Художник по костюмах  | Джоанна Джонстон                                 |

## Виробництво

### Кастинг
Мері Стінберген отримала роль Клари Клейтон, молодої вчительки, яка переїхала працювати в школу Хілл-Веллі — актриса погодилася на участь в фільмі на прохання своїх дітей, великих шанувальників трилогії. Цікаво, що Стінберген вже грала у фільмі про подорожі в часі — в фільмі «Подорож в машині часу», де її героїня також закохується в мандрівника в часі, після чого вона сама стає мандрівником у часі.
Знаменита група ZZ Top записала саундтрек до фільму, а її учасники знялися в сцені міського фестивалю Хілл-Веллі, виконавши кілька музичних номерів під час танцю Дока і Клари. Знаменитий рок-музикант Флі зіграв у фільмі Нідлза, знайомого Марті, через участь в гонках з яким юнак потрапив в аварію, що змінила життя МакФлая в гіршу сторону.
Ветерани жанру «вестерн» Пет Баттрем, Даб Тейлор і Гаррі Кері-молодший з'явилися в фільмі, зігравши відвідувачів салуна. Оператор-постановник Дін Канді грає у фільмі епізодичну роль фотографа, який робить знімок Марті і Дока біля годинника в 1885 році.
Джеффрі Уайзман виконав роль Джорджа МакФлая, як і в другому фільмі, після того, як творці картини не змогли домовитися з Кріспіном Гловером щодо гонорару за участь в зйомках. Уенді Джо Спербер і Дейв МакКлюр знову зіграли Лінду і Дейва, сестру і брата Марті відповідно.
Кожен з приятелів Нідлза також зіграв якогось персонажа в бандах кожного з Танненів, згадуваних у трилогії. Так актор Джей Джей Коен — бритоголовий в банді Біффа в «Назад в майбутнє» і «Назад у майбутнє-2». Рікі Дін Логан виконав роль Дейта в банді Грифа в «Назад у майбутнє-2», а Крістофер Вінн — один з бандитів Бьюфорда.

### Знімання
Друга і третя частини трилогії знімалися одночасно. Знімальний період склав 11 місяців з урахуванням тритижневої перерви. Приблизно протягом трьох тижнів Роберт Земекіс літав до Лос-Анджелесу після закінчення знімального дня на «Назад в майбутнє-3», для того щоб затвердити монтаж звуку для «Назад у майбутнє-2». Наступного дня Земекіс прокидався о 4:30 ранку і летів назад до Північної Каліфорнії, для того щоб продовжити зйомки. Хоча роботи над фільмом почалися під час знімання другого фільму, лише одна сцена була відзнята в цей період.
Знімання «вестерн-сцен» на натурі проходило в Долині монументів. Декорації Хілл-Веллі версії 1885 року були побудовані на ранчо Ред-Хіллс поруч з Сонорою, Каліфорнія. Також частина міського знімання проходила в Джеймстауні, в Каліфорнії. Сцени з локомотивом знімалися в історичному парку «Railtown 1897 State», на історичній залізниці в Джеймстауні.
Знімання кілька разів припиняли через смерть батька Майкла Джей Фокса і народження його сина Сема. Коли знімалася сцена з повішенням Марті, мотузка насправді занадто сильно затягла шию актора. Знімальна група дивувалася тому, наскільки правдоподібно грає Майкл Джей Фокс, поки той не втратив свідомість. Багато хто вважає, що саме цей епізод призвів до погіршення здоров'я актора на тлі розвитку у нього хвороби Паркінсона. Для фільму спеціально побудували кінотеатр просто неба. Коли знімання закінчилося, кінотеатр розібрали, так і не показавши на його екрані жодного фільму.
У сценах з поїздами в 1885 році бере участь один і той самий паровоз: № 131 типу 2-3-0, відомий в США як «Десятиколесний» («Ten-wheeler»). Такого ж типу і паровоз Дока для подорожей у часі. Цікаво, що до швидкості 90 миль на годину вперше паровоз офіційно розігнали у Франції 20 липня 1890 року.

### Музика
Композитором фільму знову став Алан Сільвестрі, який працював одночасно над музикою для другогої і третьої кінострічки. У фільмі була використана нова версія головної теми трилогії, написаної в стилі кантрі. Група ZZ Top написала для фільму пісню «Doubleback», яка була випущена синглом. Інструментальна версія пісні була використана в фільмі разом з народними піснями «Clementine» та «Turkey In The Straw» у виконанні групи. Марш «Battle Cry Of Freedom» звучав у сцені запуску годинника Хілл-Веллі. Пісня «The Power Of Love», написана для першого фільму групою Huey Lewis and the News, прозвучала в одній з фінальних сцен фільму.

### Видалена сцена
На DVD і Blu-Ray видання фільму потрапила одна єдина видалена сцена, в якій Бьюфорд Таннен вбиває маршала Стрікленда. Дана сцена пояснює, чому помічник маршала, а не сам Стрікленд заарештовує Таннена в кінці фільму. Крім того, за початковим задумом Гейла і Земекіса, Таннена заарештовували за вбивство Стрікленда, а не за пограбування станції Пайн-Сіті.
Дія сцени відбувається вранці 7 вересня 1885, коли банда Таннена виїжджає з лісу поруч з Хілл-Веллі. Стрікленд і його маленький син зустрічають бандитів з рушницями в руках. Стрікленд вимагає, щоб його банда покинули місто, але Таннен вибиває зброю з рук шерифа. Хлопчик направляє зброю на Таннена, але маршал каже синові опустити рушницю. Маршал і хлопчик їдуть геть, і Таннен стріляє Стрікленду в спину. Вмираючи, маршал каже хлопчику: «Дисципліна. Запам'ятай це слово». «Я запам'ятаю, тато», — відповідає хлопчик, після чого маршал схвально накриває його своєю долонею і вмирає.
Сцена була вирізана, бо на думку авторів фільму, була дуже похмурою і не вписувалася в контекст всієї трилогії, адже раніше жоден з персонажів не вмирав на екрані. Хай там що, дана сцена є у романі-новелізаціі, а також згадується в комп'ютерній грі «Back To The Future: The Game».

## Факти
- Слоган картини: «They've saved the best trip for last … But this time they may have gone too far …» («Найкращу подорож вони залишили наостанок … Але цього разу вони зайшли занадто далеко …»)
- Складна машина для приготування льоду — це реалізація машини Голдберга[4].
- У фільмі «Назад у майбутнє-2», в альтернативному 1985 році Біфф дивиться фільм «За жменю доларів», де герой Клінта Іствуда використовує лист сталі як бронежилет. Марті бачить цей епізод і використовує кришку пічки як бронежилет у 1885 році.
- Коли Марті і Док знаходяться в кінотеатрі під відкритим небом і готують «DeLorean» до стрибка в часі, Марті згадує Клінта Іствуда, але Док не розуміє, про кого йдеться. Під час цього діалогу на стінах кінотеатру можна помітити афіші фільмів «Помста тварі» (1955) та «Тарантул» (1955), в яких зіграв Іствуд. Більш того, Марті навіть вказує на ці афіші пальцем і при цьому каже фразу: «Ах так, ти ж про нього ще не чув». Перед стартом Марті каже «Не підведи, Сільвер» — це відсилання до культової американської історії «Самотній рейнджер», Сільвер — ім'я коня Рейнджера.
- Сховавши машину в печері в 1885 році, Марті випадково забуває капелюх всередині ДеЛореана. Коли він з'являється на фермі свого прапрадіда Шеймуса Макфлая, дружина Шеймуса, Меггі, недовірливо вигукує: «Як можна забути таку річ, як капелюх?!».
- Опинившись у ліжку на фермі свого прапрадіда, Марті першою справою перевіряє, чи є на ньому штани — це відсилання до першого фільму з трилогії.
- Перед переміщенням Марті в 1885 рік, Док Браун зразка 1955 року говорить наступну фразу: «Там, куди ти вирушаєш, доріг немає!» Це відсилання до знаменитої фрази Дока, яку він вимовляє в кінці першого фільму: «Дороги? Туди, куди ми вирушаємо, дороги не потрібні!».
- Коли Док та Марті, стоячи біля карти на вокзалі, обговорюють план розгону «DeLorean» за допомогою локомотива (41:52), на задньому плані, спиною до камери, стоїть не зустрінута Доком Клара Клейтон. Цим же потягом, судячи з усього, був доставлений годинник для ратуші.
- Наприкінці «Назад у майбутнє-2» Марті прибігає до Дока без аероборда, який він залишив у місці спалення альманаху. На початку «Назад у майбутнє-3», в будинку у Дока, аероборд знаходиться під ногами Марті. Як потрапив туди аероборд невідомо, туди і назад до місця спалювання альманаху 4 милі, за вказівником з «Назад у майбутнє».
- Ущелина Клейтон (Шонаш, SHONASH), після повернення Марті в майбутнє називається ущелиною Іствуда (102:44).